# Nightingales & Bombers
Nightingales & Bombers är ett musikalbum av Manfred Mann's Earth Band, lanserat 1975. I Europa gavs det ut på Bronze Records, och i USA på Warner Bros. Records. Albumet var gruppens sjätte och innebar en mindre försäljningsframgång i några länder. Deras inspelning av Bruce Springsteen-låten "Spirit in the Night" blev exempelvis en histingel i Nederländerna och USA. I USA var det först 1977 låten blev en hit, den släpptes på nytt som singel efter framgången med Springsteen-kompositionen "Blinded by the Light" 1976 och nådde då plats 40. Skivan blev den sista med originaluppsättningen av gruppen. Inför nästa album tillkom nya sångaren Chris Thompson, samt gitarristen Dave Flett som ersatte Mick Rogers.
Skivtiteln "näktergalar och bombare" kommer sig av en inspelning som en brittisk ornitolog gjorde under andra världskriget 1942. Då han skulle spela in fåglarna hördes även stridsflygplan på inspelningen som finns med i låten "As Above So Below".

## Låtlista
(upphovsman inom parentes)
1. "Spirits in the Night" (Bruce Springsteen) – 6:29
2. "Countdown" (Mann) – 3:05
3. "Time Is Right" (Mann, Slade, Rogers) – 6:32
4. "Crossfade" (Mann, Slade, Rogers, Pattenden) – 3:38
5. "Visionary Mountains" (Pam Nestor, Joan Armatrading) – 5:42
6. "Nightingales and Bombers" (Rogers) – 4:53
7. "Fat Nelly" (Mann, Thomas) – 3:20
8. "As Above So Below (Recorded Live)" (Mann, Slade, Rogers, Pattenden) – 4:18

## Listplaceringar
- Billboard 200, USA: #120
- Tyskland: #49[2]
- Nederländerna: #20[3]
- VG-lista, Norge: #10[4]